# Nhà thờ Fatima Bình Triệu
Fatima Bình Triệu là một nhà thờ Công giáo thuộc Tổng giáo phận Thành phố Hồ Chí Minh, tọa lạc tại phường Hiệp Bình, gần cầu Bình Triệu. Đây là một trong những nơi hành hương Đức Mẹ Maria nên còn được gọi là "Trung tâm hành hương Fatima Bình Triệu".

## Lịch sử
Vào tháng 5 (tháng mà Giáo hội Công giáo gọi là Tháng Hoa kính Đức Mẹ) năm 1962, Phong trào quốc tế Tông đồ Fatima tổ chức cung nghinh tượng Đức Mẹ Fatima đi nhiều quốc gia trên thế giới. Nhân dịp tượng này được rước qua Việt Nam, Linh mục Phaolô Võ Văn Bộ - trưởng ban tổ chức cuộc rước mua một khu đất rộng 12,5 mẫu gần Quốc lộ 13 và ga Bình Triệu làm nơi xây dựng một trung tâm hành hương về Đức Mẹ Fatima. Sau đó, một bức tượng tạc theo tượng Đức Mẹ Fatima bên Bồ Đào Nha được dựng tại khu đất này để giáo dân đến kính viếng. Ngày 15 tháng 8 năm 1966, Tổng giám mục Phaolô Nguyễn Văn Bình đến làm phép tượng đài và cử hành thánh lễ đầu tiên tại đây. Ngày 8 tháng 12 cùng năm, một nhà thờ được khởi công xây dựng ngay tại khu đất mang tước hiệu "Nhà thờ Chúa Kitô" với một tháp chuông cao 30 mét. Những năm tiếp theo, những công trình phụ trợ khác như nhà tĩnh tâm, nhà thủy tạ, nhà mục vụ, nhà nguyện, giảng đường, phòng ăn, nhà bếp... cũng được xây dựng. Kể từ đó, giáo dân các nơi lần lượt đến hành hương, nhất là vào ngày 13 tháng 5 và 13 tháng 10 hằng năm. Cho đến năm 1977 thì nơi đây chính thức được công nhận là một giáo xứ. 